# Mauro Lopes
Mauro Ribeiro Lopes GOMM (Caratinga, 24 de maio de 1936) é um advogado e político brasileiro filiado ao Progressistas. Pelo Partido da Frente Liberal (PFL, atual DEM) e posteriormente pelo MDB, é deputado federal por sete mandatos. Foi ministro-chefe da Secretaria de Aviação Civil durante o governo Dilma Rousseff.

## Biografia
Mauro foi policial rodoviário federal de carreira, chegando a ser superintendente da instituição entre 1992 e 1994, quando se elegeu deputado federal pela primeira vez.  É pai de Adalclever Lopes, deputado estadual por Minas Gerais.
Em 2003, como deputado federal, Mauro Lopes foi admitido pelo presidente Luiz Inácio Lula da Silva à Ordem do Mérito Militar no grau de Grande-Oficial especial.
Foi reeleito deputado federal em 2014, para a 55.ª legislatura (2015-2019). Mesmo fazendo parte do governo Dilma Rousseff, votou a favor de seu processo de impeachment.
Em 14 de junho de 2016, apoiou o Deputado Eduardo Cunha votando contra a sua cassação no Conselho de Ética da Câmara dos Deputados.
Posteriormente, votou a favor da PEC do Teto dos Gastos Públicos. Em abril de 2017 foi favorável à Reforma Trabalhista.  Em agosto de 2017 votou contra o processo em que se pedia abertura de investigação do então Presidente Michel Temer, ajudando a arquivar a denúncia do Ministério Público Federal.

### Secretaria de Aviação Civil
Em março de 2016, foi nomeado ministro-chefe da Secretaria de Aviação Civil por Dilma Rousseff. Durante sua curta estadia na secretaria, indicou o também advogado José Ricardo Pataro Botelho de Queiroz para o cargo de diretor-presidente da Agência Nacional de Aviação Civil (ANAC) e Juliano Alcântara Noman, Hélio Paes de Barros Júnior e Ricardo Sérgio Maia Bezerra como diretores da mesma agência. Mauro Lopes renunciou ao cargo no mês seguinte, retornando à Câmara e passando a fazer parte dos deputados a favor do impeachment.